# Neusticomys
Neusticomys és un gènere de rosegadors de la família dels cricètids. Les espècies d'aquest grup són oriündes del nord de Sud-amèrica. Tenen una llargada de cap a gropa de 10–13 cm i una cua de 9–11 cm. Els seus hàbitats naturals són les ribes de rierols. A diferència d'altres ictiominis, no tenen membranes entre els dits de les potes posteriors.